# Subdominant
La subdominant és el quart grau d'una escala musical, que sempre es troba a una distància d'una quarta justa de la tònica. Atesa la importància de l'acord que es forma sobre aquest grau per a la definició de la tonalitat, es considera que aquest és un grau tonal.